# Лэдун-Лиский автономный уезд
Лэду́н-Ли́ский автоно́мный уе́зд (кит. упр. 乐东黎族自治县, пиньинь Lèdōng Lízú zìzhìxiàn) — автономный уезд провинции Хэнань (КНР).

## История
В 1935 году на стыке 3 уездов был образован уезд Лэдун (乐东县).
После перехода острова Хайнань под контроль КНР был создан Административный район Хайнань (海南行政区) провинции Гуандун, и уезд вошёл в его состав. 20 апреля 1952 года в составе Административного района Хайнань был создан Хайнань-Ли-Мяоский автономный район уездного уровня (海南黎族苗族自治区), и уезд стал подчиняться его властям. 17 октября 1955 года Хайнань-Ли-Мяоский автономный район был преобразован в Хайнань-Ли-Мяоский автономный округ (海南黎族苗族自治州).
В 1970 году Административный район Хайнань был переименован в Округ Хайнань (海南地区), но в 1972 году округ снова стал административным районом.
Постановлением Госсовета КНР от 20 ноября 1987 года (вступило в силу 31 декабря 1987 года) был расформирован Хайнань-Ли-Мяоский автономный округ, и все входившие в него административные единицы уездного уровня стали подчиняться напрямую властям административного района; уезд Лэдун этим же постановлением был преобразован в Лэдун-Лиский автономный уезд.
13 апреля 1988 года Административный район Хайнань был преобразован в отдельную провинцию Хайнань.

## Административное деление
Автономный уезд делится на 11 посёлков.

## Экономика
У побережья уезда работают морские платформы компании China National Offshore Oil Corporation, которые добывают природный газ с месторождения «Лэдун». 